# Brandhill
Brandhill är en by i enhetskommunen Shropshire i Shropshire grevskap i Storbritannien. Det ligger i riksdelen England. Byn ligger 26 km söder om staden Shrewsbury. Brandhill listades i kretsrullboken 1831.
Brandhill är även ett efternamn som 27 personer har som efternamn i Sverige men namnet har ingen koppling till byn i England.